# Fresne-Léguillon

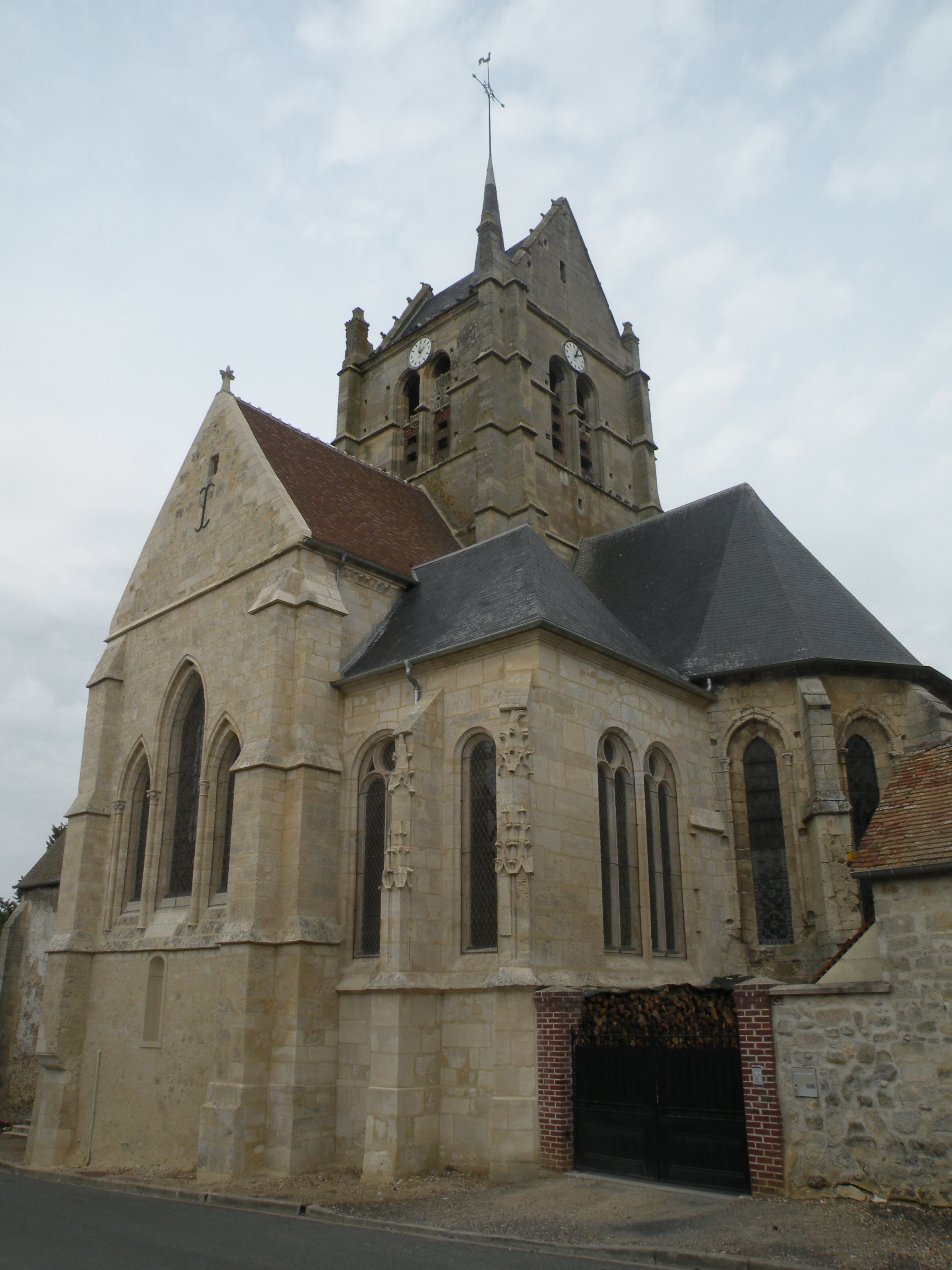
Kerk

Fresne-Léguillon is een gemeente in het Franse departement Oise (regio Hauts-de-France) en telt 467 inwoners (1999). De plaats maakt deel uit van het arrondissement Beauvais.

## Geografie
De oppervlakte van Fresne-Léguillon bedraagt 7,3 km², de bevolkingsdichtheid is 64,0 inwoners per km².
De onderstaande kaart toont de ligging van Fresne-Léguillon met de belangrijkste infrastructuur en aangrenzende gemeenten.

## Demografie
Onderstaande figuur toont het verloop van het inwonertal (bron: INSEE-tellingen).

1. ↑  Populations de référence 2022.